# Halothamnus beckettii
Halothamnus beckettii es una especie de planta herbácea del género Halothamnus, que ahora está incluido en la familia Amaranthaceae, (anteriormente Chenopodiaceae). Es el único miembro de la sección H. sect.Pungentifolia, que difiere de H. sect. Halothamnus por sus hojas duras con ápice espinoso. Es endémica de Somalía.

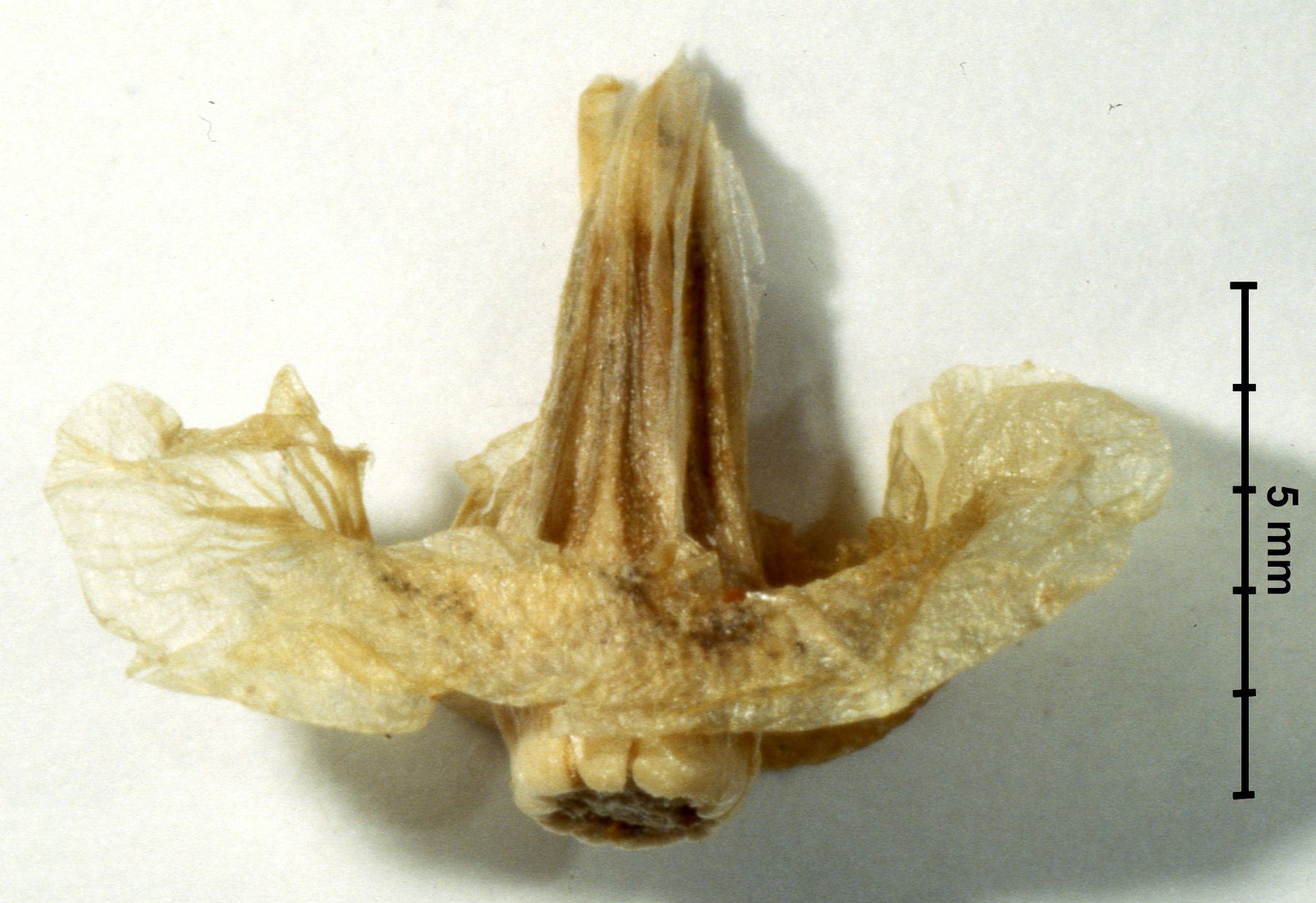
fruto (vista lateral)

## Descripción
Halothamnus beckettii es un sub-arbusto que alcanza un tamaño de  20-40 cm de alto, está muy ramificado y densamente foliado. Toda la superficie de la planta está cubierta de pequeñas pústulas blancas. Las hojas son medio cilíndricas con parte superior cóncava y estrechamente triangulares, con mechones de largos pelos rizados en sus axilas, son de alrededor de 11 mm de largo, y con un ápice espinoso cartilaginoso. Las flores son de 7,5-8,5 mm de largo (más largo que en otras especies de Halothamnus). El fruto es alado de 11-13 mm de diámetro.

## Taxonomía
Halothamnus beckettii fue descrita por  Victor Petrovič Botschantzev y publicado en Bot. Zhurn. (Moscow & Leningrad) 67(4): 545. 1982
Etimología
Halothamnus: nombre genérico que deriva de las palabras griegas  ἅλς  (halo) = "salino" y θαμνος (thamnos) = "arbusto" lo que significa "arbusto de la sal", y se refiere tanto a los lugares de crecimiento a menudo salados, así como la acumulación de sal en las plantas.
beckettii: epíteto